# Bitva u Stříbra
Bitva u Stříbra byla válečným střetem mezi císařskými oddíly armády plukovníka Zikmunda Jana Myslíka z Hyršova a švédskou armádou polního maršála Johana Banéra během švédského únikového manévru přechodu území západních Čech v průběhu třicetileté války. Odehrála se okolo 23. března 1641 nedaleko města Stříbro západně od Plzně a skončila taktickým vítězstvím švédské armády, které se podařilo i přes ztráty mužstva úspěšně překročit řeku Mži. O několik dnů později, 27. března, se pak Banérova vojska střetla s císařskými silami v rozsáhlejší bitvě u Přísečnice.

## Před bitvou

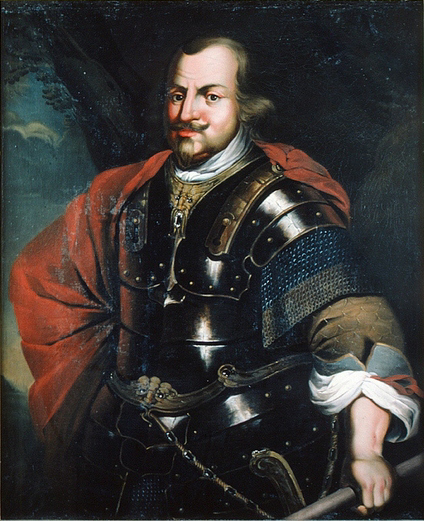
Johan Banér, velitel švédského vojska

Roku 1630 Švédsko za vlády krále Gustava II. Adolfa oficiálně vstoupilo do třicetileté války a zapojilo se do bojů v západní Evropě. Po úmrtí Gustava II. Adolfa v bitvě u  Lützenu roku 1632 převzal část armádního velení generál Johan Banér, pod jehož velením byly podnikány především výpady z obsazeného území Svaté říše římské na území Čech a Moravy, součástí Habsburské monarchie. Společně se saskou armádou pak začátkem roku 1634 vytáhl do Čech, ale celé tažení zastavila porážka Bernarda Výmarského v bitvě u Nördlingenu 6. září 1634. Rok po uzavření pražského míru (1635) však došlo obnovení bojů v Německu a švédská vítězství v bitvách u Kiritzu a Wittstocku (4. října 1636) obnovila zdejší vojenskou kampaň v Německu. V roce 1637 pak Banér ustoupil s armádou do Torgau a za Odru do Pomořan. K další mocné intervenci v Čechách se Banér jal na jaře 1639, po vítězství v bitvě u Saské Kamenice (Chemnitz) 14. dubna. Císařská vojska porazil v bitvě u Lobkovic a z Čech odtáhl až roku 1640.  
V květnu 1640 se pak u Erfurtu setkal s vojsky svých nových spojenců. Byli to především Francouzi, dále francouzskými penězi zaplacení bernardovci (osiřelí vojáci zemřelého vévody Bernarda Výmarského), armáda vévody Jiřího Lüneburského a armáda lantkraběnky Amálie Alžběty Hesenské. Jednotlivé složky byly však nejednotné ve svých cílech a tak po celé léto nakonec manévrovaly obě nepřátelské armády křížem krážem po vyjedeném, zpustošeném a stokrát vydrancovaném území Vestfálska a Frank. V zimě provedl Banér drzý nájezd k Řeznu, kde zasedal říšský sněm. Pouze tání ledu na Dunaji zachránilo město před kapitulací. Banérovi jezdci při té příležitosti málem zajali císaře Ferdinanda III., který se zúčastnil sněmu a mezi dvěma rokováními si chtěl zalovit v okolních lesích. Protože se náhodou opozdil, do rukou švédských harcovníků padla pouze jeho nosítka a několik lovčích.   
Po nezdařeném nájezdu na Řezno zamířil Banér přes Cham a Přimdu směrem do Čech. V té chvíli se od jeho armády oddělili Francouzi, jejich odchodu okamžitě využila císařská armáda a Banér jen o vlásek unikl obklíčení. Zatímco říšský arcikníže Vilém Leopold čelil švédským silám v Bavorsku, k pronásledování Banéra do Čech se pak vydali císařští generálové Ottavio Piccolomini, Franz von Mercy a Gottfried Huyn von Geleen. Nejrychleji jej pak mohl stíhat plukovník Myslík se svou rychlou jízdou, uváděný 20. března v Janovicích nad Úhlavou. Zatímco Myslík se tedy pustil do přímého pronásledování, zbytek císařských sil se snažil jej předstihnout a zablokovat jeho cestu do Saska v severozápadních Čechách.  

## Průběh střetnutí

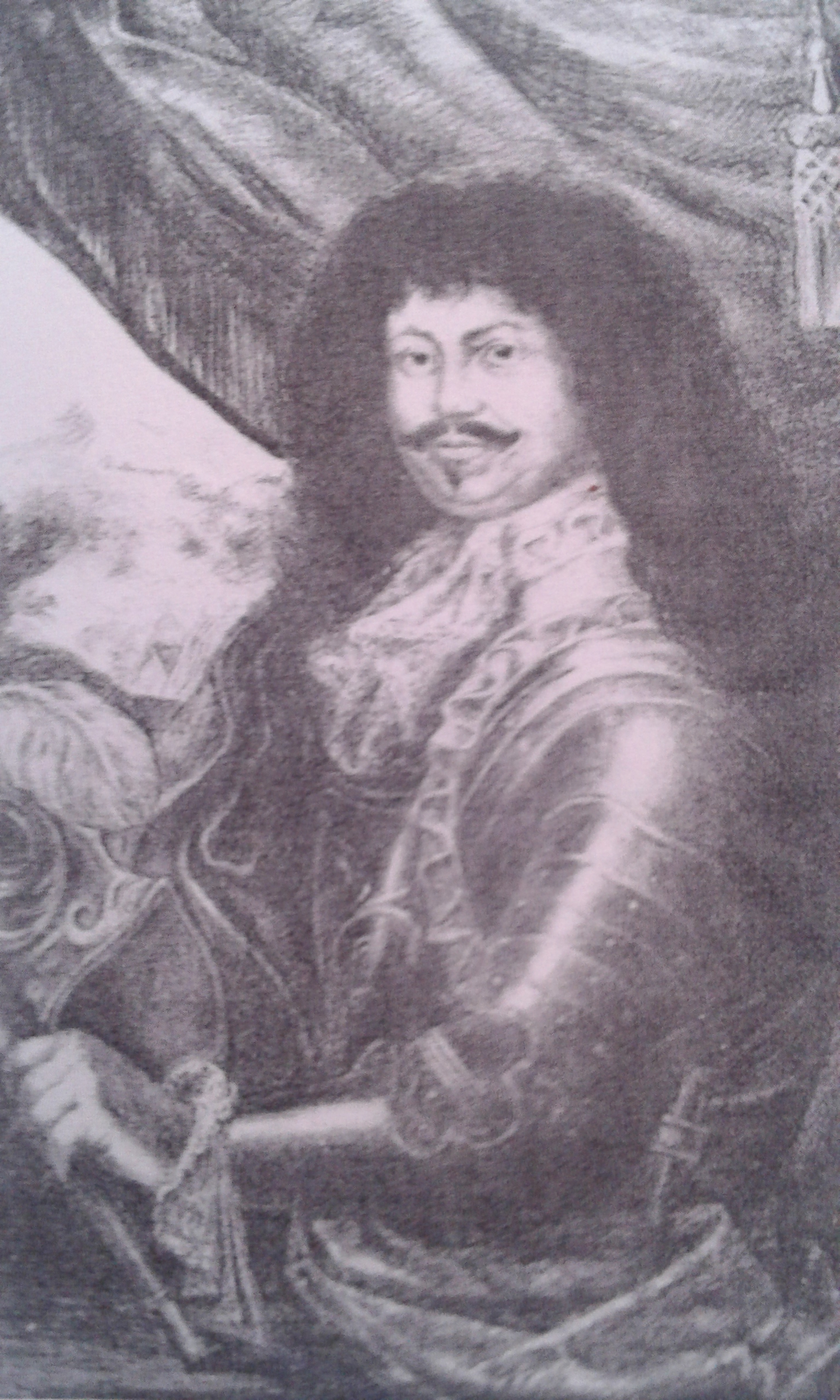
Zikmund Jan Myslík z Hyršova

Následovalo několik dní rychlého a urputného postupu švédských i císařských sil. Banérovo vojsko táhlo z jihozápadních Čech směrem k severu, asi o třicet kilometrů minulo Plzeň a okolo 24. března se jalo překročit řeku Mži přes most u města Stříbro, velmi pravděpodobně přes zdejší městský most. Zde jej při překonávání řeky dostihly předsunuté jednotky císařské jízdy, pravděpodobně z Myslíkových pluků. Přechod pěchoty a dělostřelectva přes řeku proti nim houževnatě hájila zejména švédská jízda, které se podařilo útoky odrážet tak dlouho, dokud nebyla hlavní část Banérova vojska na pochodu přes druhý břeh Mže, to patrně za cenu vysokých ztrát.  
Na straně císařského vojska padl mladý šlechtic a důstojník jízdy Václav Černín z rodu Černínů z Chudenic. 

## Hodnocení bitvy
Bitva představovala taktické vítězství Švédů, kteří za cenu takřka obětování svého zadního voje překročili Mži a pokračovali v cestě severním směrem do Saska. Jejich předvoj dorazil 24. března do Kadaně, o den později do města přijel velitelský sbor, stíhán Myslíkovou jízdou a také bavorskými jezdci velitelů Geleena, Bornevala a Brouaye. Na generálův rozkaz vyrazily zásobovací vozy a dělostřelectvo doprovázené částí jízdy k Přísečnici a hlavní voj se za nimi vydal 27. března ve čtyři hodiny ráno. Těsně za ním ho sledovaly císařské oddíly bavorské pěchoty a jízdy pod velením Zikmunda Myslíka z Hyršova. Od Ostrova navíc vyjela jízda Ottavia Piccolominiho s úmyslem vpadnout Švédům do boku a zabránit ji v ústupu. Poblíž Kovářské se srazila s oddílem předvoje Banérovy armády, který zcela zničila.
Podle údajů Zikmunda Myslíka v následné bitvě u Přísečnice padlo 4 000 Švédů z 15 000, ale počty jsou zřejmě nadsazené a rozsah bitvy zveličován, protože při průjezdu Švédů Annabergem byly popsány jejich oddíly jako silné, s mnoha děly a zavazadly. I přes relativně vysoké ztráty mužů i vybavení se generál Banér dokázal vyhnout zničení armády, a proto je považován za taktického vítěze bitvy. Jiné zdroje považují za vítěze Zikmunda Myslíka, kterému se podařilo za minimálních ztrát rozdrtit třetinu švédské armády, jejíž zbylá část pak unikla do Saska. Generál Banér, silně duševně a zdravotně podlomený, pak 10. května téhož roku zemřel v táboře v Halberstadtu, tedy za necelých šest týdnů po tažení v Čechách. Vrchní velení švédské armády pak převzal Lennart Torstenson.